# Битва под Троицким
Битва у села Троицкого — сражение в ходе восстания Болотникова между 25 и 27 октября 1606 года, в котором повстанческое войско нанесло поражение царскому войску.
Накануне отряды повстанцев под предводительством Ивана Болотникова и Истомы Пашкова, выигрывая сражения с царскими отрядами, успешно продвигались в сторону Москвы с юго-западной стороны. Однако молодой князь Михаил Васильевич Скопин-Шуйский смог задержать их наступление, выиграв битву на реке Пахре. Повстанцам удалось хитростью захватить Коломну, после чего они начали новое наступление на Москву с юго-востока.
Царь Василий Шуйский собрал все наличные силы и отправил их против повстанцев. Войско возглавили именитые воеводы Д. И. Шуйский, Ф. И. Мстиславский, И. М. Воротынский, М. Б. Шеин, бояре Голицыны, Нагие и другой цвет московской знати. Однако, несмотря на обилие родовитых начальников, в войске было крайне мало уездных детей боярских, составлявших главную массу дворянского ополчения, так как они разъехались из столицы по городам. Присутствующих могли разделить лишь на три, а не на пять полков, как делали при любом назначении главных воевод. По пути на Коломну войско соединилось с отрядом Скопина-Шуйского. 
Битва с восставшими, возглавляемыми Истомой Пашковым и, вероятно, Прокопием Ляпуновым, произошла на Коломенской дороге в 40 верстах от Москвы у села Троицкое (ныне Троице-Лобаново). Разрядные записи характеризуют битву под Троицким кратко и точно, выделяя при этом роль восставших рязанских дворян: был «бой с воровскими людми в селе Троицком с Ыстомою Пашковым да с рязанцы, и на том бою бояр и воевод побили». Сражение было, по-видимому, весьма ожесточённым. В. Диаментовский со слов участников событий сообщал, что на поле осталось до 7 тысяч убитых из войска Василия Шуйского, а ещё 9 тысяч были ограблены дочиста и биты кнутом. Знатных пленников отправили в заложники в Путивль.
Уже 28 октября мятежники достигли окрестностей столицы, став лагерем в Коломенском и Заборье. Вскоре к ним присоединились основные силы Ивана Болотникова. Началась осада Москвы.